# Massimiliano Allegri
Massimiliano Allegri (Liorna, 11 d'agost de 1967) és un entrenador de futbol i ex migcampista de la Lega Calcio actualment és entrenador de l'AC Milan. Ja fou  entrenador de l'AC Milan fins al gener de 2014, i de la Juventus FC entre 2014 i 2019. El 2021 va tornar al càrrec d'entrenador de la Juventus, que va ocupar a fins a la seva destitució el 2024, després del seu polèmic comportament en la final de copa.

## Clubs

### Com a futbolista
| Club            | País   | Any       |
| --------------- | ------ | --------- |
| Cuoiovaldarno   | Itàlia | 1984-1985 |
| AS Livorno      | Itàlia | 1985-1988 |
| Pisa Calcio     | Itàlia | 1988-1989 |
| AS Livorno      | Itàlia | 1989-1990 |
| Pavia           | Itàlia | 1990-1991 |
| Pescara         | Itàlia | 1991-1993 |
| Cagliari Calcio | Itàlia | 1993-1995 |
| Perugia Calcio  | Itàlia | 1995-1997 |
| Calcio Padova   | Itàlia | 1997-1998 |
| SSC Napoli      | Itàlia | 1998      |
| Pescara         | Itàlia | 1998-2000 |
| Pistoiese       | Itàlia | 2000-2001 |
| Aglianese       | Itàlia | 2001-2003 |

### Com a entrenador
| Club            | País   | Any         |
| --------------- | ------ | ----------- |
| Aglianese       | Itàlia | 2003 - 2004 |
| SPAL 1907       | Itàlia | 2004 - 2005 |
| US Grosseto     | Itàlia | 2005 - 2006 |
| US Sassuolo     | Itàlia | 2007 - 2008 |
| Cagliari Calcio | Itàlia | 2008 - 2010 |
| AC Milan        | Itàlia | 2010 - 2014 |
| Juventus FC     | Itàlia | 2014 - 2019 |
| Juventus FC     | Itàlia | 2021 - 2024 |
| AC Milan        | Itàlia | 2025 - 2026 |

## Palmarès
Font:

### De jugador
US Livorno 1915
- 1 Copa italiana Serie C: 1986-87

Aglianese Calcio 1923
- 1 Serie D: 2001-02 (Grup D)

### D'entrenador
US Sassuolo
- 1 Serie C1: 2007-08

AC Milan
- 1 Serie A: 2010-11
- 1 Supercopa italiana: 2011

Juventus FC
- 5 Serie A: 2014-15, 2015-16, 2016-17, 2017-18, 2018-19
- 5 Copes italianes: 2014-15, 2015-16, 2016-17, 2017-18, 2023-24
- 2 Supercopes italianes: 2015, 2018